# Kostel Nanebevzetí Panny Marie a svatého Jana Nepomuckého
Kostel Nanebevzetí Panny Marie a sv. Jana Nepomuckého v Kvasicích na Kroměřížsku byl dostavěn a vysvěcen v roce 1740 v pozdně barokním slohu a je považován za jednu z nejkrásnějších sakrálních staveb moravského venkova.
Je chráněn jako kulturní památka České republiky.

## Stavba kostela
V 18. století již původní Kostel Nanebevzetí Panny Marie na kvasickém hřbitově nestačil pojmou narůstající počet obyvatel obce, a proto se Joachim Adam hrabě Rottal rozhodl, že nechá vystavět nový farní kostel. Je umístěn na náměstí vedle kvasického zámku a je natočen tak, že osa jeho lodi směřuje na kněžiště původního kostela na hřbitově.
Kostel je jednolodní, jeho průčelí je vypouklé a ohraničené dvěma nakoso postavenými věžemi.
Slavnost svěcení základního kamene a zahájení stavby se konala 15. května 1730 v předvečer svátku sv. Jana Nepomuckého, jež byl v předešlém roce kanonizován. Hrabě Rottal nechal v roce 1739 na náměstí postavit také barokní faru. Základní kámen fary byl položen 21. srpna 1739. Stavba kostela byla dokončena v roce 1740 a 17. července téhož roku byl také vysvěcen.
Kostel je postaven v pozdně barokním slohu a je považován za jednu z nejkrásnějších sakrálních staveb moravského venkova. Architektem stavby byl Tomáš Sturmer (Sturm).

## Výzdoba kostela

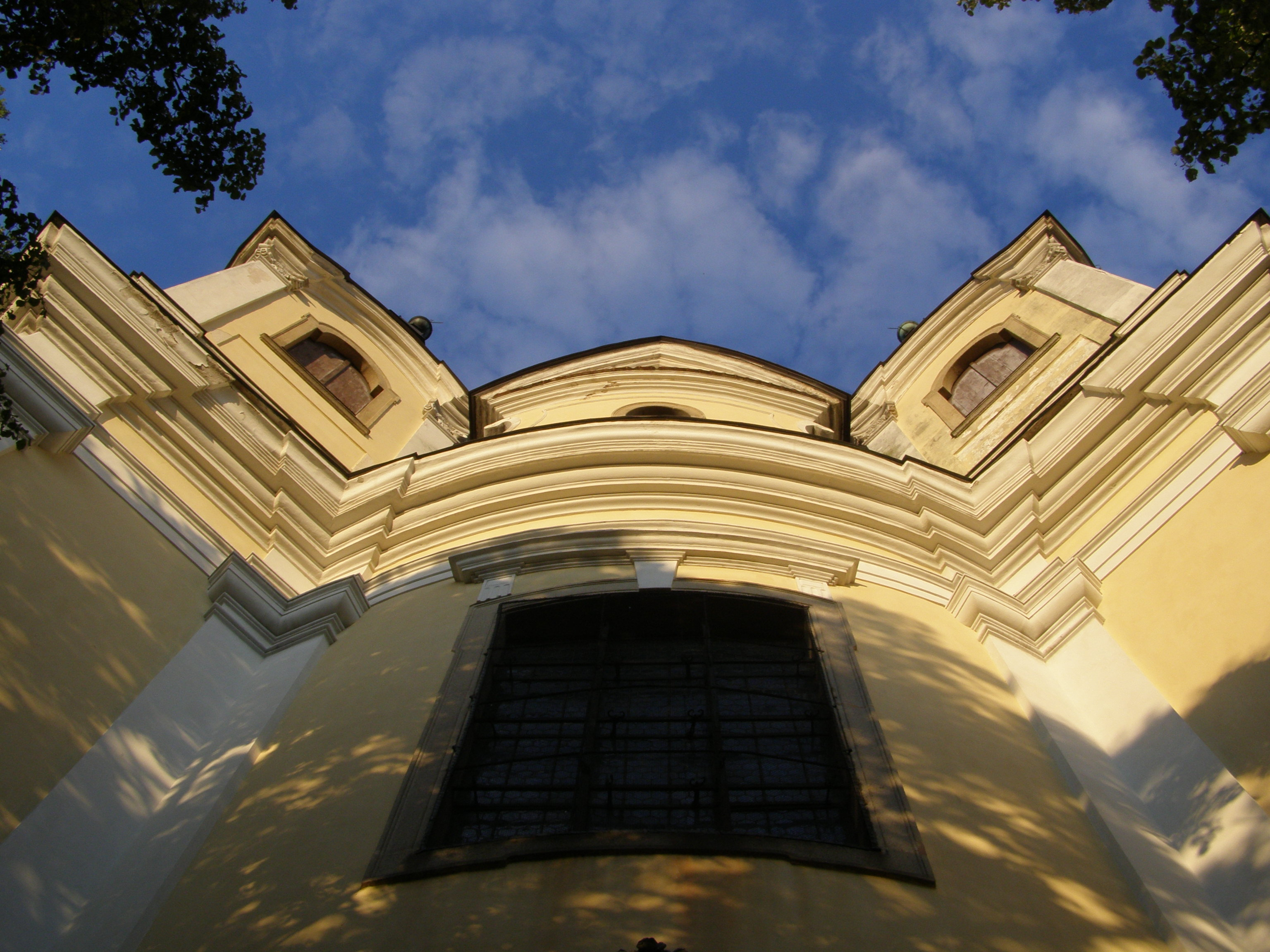
Pohled na věže kostela z prostoru před hlavním vchodem

### Oltáře
Kostel má tři oltáře s mramorovými stoly, sloupy po stranách oltářů jsou z pálených cihel pokrytých umělým mramorem. Autorem tří oltářních obrazů je velký český barokní malíř Václav Vavřinec Reiner, což bylo zjištěno při velké opravě kostela v letech 1972 – 1974. Pravděpodobně se jedná o jediné jeho dílo na území Moravy.
Hlavní oltář je zasvěcen patronům chrámu, Panně Marii nanebevzaté a Janu Nepomuckému. Jeho rozsáhlý obraz na ploše 16 m2 znázorňuje v horní části vznášející se Pannu Marii v modrobílém rouchu a v dolní části Jana Nepomuckého, který vchází do chrámu a naproti mu kráčí anděl s křížem v rukou. Na pozadí je výjev shození mučedníka Jana Nepomuckého z Karlova mostu do Vltavy.
Oltářní obraz na evangelní straně zachycuje Svatou rodinu se svatým Jáchymem. Tento obraz je mnohem prostší než obraz na hlavním oltáři a zaujmou na něm výrazné sloupy ukončené ionskými hlavicemi a ze sloupů visící zelená drapérie. Sedící Panna Maria má na klíně Ježíška, který od svatého Josefa přijímá bílou lilii.
Na epištolní straně je oltář zasvěcen svatému Františku z Assisi. Oltářní obraz zachycuje Františka, jak u prostého dřevěného kříže na hoře La Verna přijímá od Ježíše stigmata. Ježíš je zde zobrazen jako okřídlený Seraf a je obklopen anděly.

### Obrazy
V kostele jsou také obrazy svatého Víta a svatých Pěti bratří od Ignáce Raaba. Tyto obrazy byly pravděpodobně součástí série moravských patronů, která pocházela z původního cisterciáckého kláštera na Velehradě.

### Sochy
Před kostelem se nachází dvě barokní sochy z roku 1741, sv. Donáta a sv. Floriána. Na štukové i sochařské výzdobě se podílel vídeňský sochař Jan Jiří Schauberger.

### Krypty
V kostele se nachází celkem tři krypty. Největší krypta je pod hlavním oltářem a je v ní pohřben zakladatel kostela Joachim Adam, který zemřel 23. září 1746 na kvasickém zámku po mozkové mrtvici, a to ve věku 38 let.